# 1998. évi téli olimpiai játékok
Az 1998. évi téli olimpiai játékok, hivatalos nevén a XVIII. téli olimpiai játékok egy több sportot magába foglaló nemzetközi sportesemény volt, melyet 1998. február 7. és február 22. között rendeztek meg a japán Naganóban.

## Részt vevő Nemzeti Olimpiai Bizottságok
Az alábbi nemzetek olimpiai csapatai küldtek sportolókat a játékokra.
Öt ország első alkalommal vett részt a téli olimpiai játékokon, ezek vastagítással kiemeltek. Zárójelben az adott nemzeti csapatban induló sportolók létszáma.
- Egyesült Államok (USA) (186 – 105 férfi, 81 nő)
- Amerikai Virgin-szigetek (ISV) (7 – 6 férfi, 1 nő)
- Andorra (AND) (3 – 2 férfi, 1 nő)
- Argentína (ARG) (2 – 1 férfi, 1 nő)
- Ausztrália (AUS) (23 – 15 férfi, 8 nő)
- Ausztria (AUT) (96 – 73 férfi, 23 nő)
- Azerbajdzsán (AZE) (4 – 2 férfi, 2 nő)
- Belgium (BEL) (1 – 1 férfi)
- Bermuda (BER) (1 – 1 férfi)
- Bosznia-Hercegovina (BIH) (8 – 7 férfi, 1 nő)
- Brazília (BRA) (1 – 1 férfi)
- Bulgária (BUL) (19 – 8 férfi, 11 nő)
- Chile (CHI) (3 – 3 férfi)
- Ciprus (CYP) (1 – 1 férfi)
- Csehország (CZE) (61 – 48 férfi, 13 nő)
- Dánia (DEN) (12 – 5 férfi, 7 nő)
- Dél-afrikai Köztársaság (RSA) (2 – 1 férfi, 1 nő)
- Dél-Korea (KOR) (37 – 26 férfi, 11 nő)
- Észak-Korea (PRK) (8 – 2 férfi, 6 nő)
- Észtország (EST) (20 – 15 férfi, 5 nő)
- Fehéroroszország (BLR) (59 – 44 férfi, 15 nő)
- Finnország (FIN) (85 – 51 férfi, 34 nő)
- Franciaország (FRA) (106 – 75 férfi, 31 nő)
- Grúzia (GEO) (4 – 3 férfi, 1 nő)
- Görögország (GRE) (13 – 10 férfi, 3 nő)
- Hollandia (NED) (22 – 10 férfi, 12 nő)
- Horvátország (CRO) (6 – 4 férfi, 2 nő)
- Izland (ISL) (7 – 4 férfi, 3 nő)
- India (IND) (1 – 1 férfi)
- Irán (IRI) (1 – 1 férfi)
- Írország (IRL) (6 – 6 férfi)
- Izrael (ISR) (3 – 2 férfi, 1 nő)
- Japán (JPN) (156 – 92 férfi, 64 nő)
- Jamaica (JAM) (6 – 6 férfi)
- Jugoszlávia (YUG) (2 – 1 férfi, 1 nő)
- Kanada (CAN) (144 – 81 férfi, 63 nő)
- Kazahsztán (KAZ) (60 – 45 férfi, 15 nő)
- Kenya (KEN) (1 – 1 férfi)
- Kína (CHN) (57 – 15 férfi, 42 nő)
- Kirgizisztán (KGZ) (1 – 1 férfi)
- Lengyelország (POL) (39 – 24 férfi, 15 nő)
- Lettország (LAT) (29 – 21 férfi, 8 nő)
- Liechtenstein (LIE) (8 – 5 férfi, 3 nő)
- Litvánia (LTU) (7 – 5 férfi, 2 nő)
- Luxemburg (LUX) (1 – 1 férfi)
- Macedónia (MKD) (3 – 2 férfi, 1 nő)
- Magyarország (HUN) (17 – 8 férfi, 9 nő)
- Moldova (MDA) (2 – 1 férfi, 1 nő)
- Monaco (MON) (4 – 4 férfi)
- Mongólia (MGL) (3 – 3 férfi)
- Nagy-Britannia (GBR) (34 – 27 férfi, 7 nő)
- Németország (GER) (125 – 78 férfi, 47 nő)
- Norvégia (NOR) (76 – 49 férfi, 27 nő)
- Portugália (POR) (2 – 1 férfi, 1 nő)
- Puerto Rico (PUR) (6 – 6 férfi)
- Románia (ROU) (16 – 12 férfi, 4 nő)
- Olaszország (ITA) (113 – 79 férfi, 34 nő)
- Oroszország (RUS) (122 – 79 férfi, 43 nő)
- Örményország (ARM) (7 – 4 férfi, 3 nő)
- Spanyolország (ESP) (12 – 7 férfi, 5 nő)
- Svájc (SUI) (69 – 50 férfi, 19 nő)
- Svédország (SWE) (99 – 53 férfi, 46 nő)
- Szlovákia (SVK) (37 – 29 férfi, 8 nő)
- Szlovénia (SLO) (34 – 21 férfi, 13 nő)
- Tajvan (TPE) (7 – 6 férfi, 1 nő)
- Törökország (TUR) (1 – 1 férfi)
- Trinidad és Tobago (TRI) (2 – 2 férfi)
- Új-Zéland (NZL) (8 – 4 férfi, 4 nő)
- Ukrajna (UKR) (56 – 30 férfi, 26 nő)
- Uruguay (URU) (1 – 1 férfi)
- Üzbegisztán (UZB) (4 – 2 férfi, 2 nő)
- Venezuela (VEN) (1 – 1 nő)

## Versenyszámok
A naganoi játékokon tizennégy sportágban illetve szakágban harminchét férfi, huszonkilenc női és kettő vegyes versenyszámban osztottak érmeket. Ezek eloszlásáról ad tájékoztatást az alábbi táblázat.
Első alkalommal szerepelt a hivatalos olimpiai számok között a curling (1924-ben, 1932-ben és 1936-ban bemutató sportágként már szerepelt). Ugyancsak új olimpiai szám lett a hódeszka (snowboard), és első alkalommal rendezték meg a női jégkorongtornát.
| Sportág / Szakág           | Versenyszámok száma | Versenyszámok száma | Versenyszámok száma | Versenyszámok száma |
| Sportág / Szakág           | Férfi               | Női                 | Vegyes              | Összes              |
| -------------------------- | ------------------- | ------------------- | ------------------- | ------------------- |
| Alpesisí                   | 5                   | 5                   | 0                   | 10                  |
| Biatlon                    | 3                   | 3                   | 0                   | 6                   |
| Bob                        | 2                   | 0                   | 0                   | 2                   |
| Curling                    | 1                   | 1                   | 0                   | 2                   |
| Északi összetett           | 2                   | 0                   | 0                   | 2                   |
| Gyorskorcsolya             | 5                   | 5                   | 0                   | 10                  |
| Jégkorong                  | 1                   | 1                   | 0                   | 2                   |
| Műkorcsolya                | 1                   | 1                   | 2                   | 4                   |
| Rövidpályás gyorskorcsolya | 3                   | 3                   | 0                   | 6                   |
| Síakrobatika               | 2                   | 2                   | 0                   | 4                   |
| Sífutás                    | 5                   | 5                   | 0                   | 10                  |
| Síugrás                    | 3                   | 0                   | 0                   | 3                   |
| Snowboard                  | 2                   | 2                   | 0                   | 4                   |
| Szánkó                     | 2                   | 1                   | 0                   | 3                   |
| Összesen                   | 37                  | 29                  | 2                   | 68                  |

## Éremtáblázat
| Az 1998. évi téli olimpiai játékok éremtáblázatának első tíz helyezettje | Az 1998. évi téli olimpiai játékok éremtáblázatának első tíz helyezettje | Az 1998. évi téli olimpiai játékok éremtáblázatának első tíz helyezettje | Az 1998. évi téli olimpiai játékok éremtáblázatának első tíz helyezettje | Az 1998. évi téli olimpiai játékok éremtáblázatának első tíz helyezettje | Olimpia  |
| ------------------------------------------------------------------------ | ------------------------------------------------------------------------ | ------------------------------------------------------------------------ | ------------------------------------------------------------------------ | ------------------------------------------------------------------------ | -------- |
|                                                                          | Ország                                                                   | Arany                                                                    | Ezüst                                                                    | Bronz                                                                    | Összesen |
| 1.                                                                       | Németország (GER)                                                        | 12                                                                       | 9                                                                        | 8                                                                        | 29       |
| 2.                                                                       | Norvégia (NOR)                                                           | 10                                                                       | 10                                                                       | 5                                                                        | 25       |
| 3.                                                                       | Oroszország (RUS)                                                        | 9                                                                        | 6                                                                        | 3                                                                        | 18       |
| 4.                                                                       | Kanada (CAN)                                                             | 6                                                                        | 5                                                                        | 4                                                                        | 15       |
| 5.                                                                       | Egyesült Államok (USA)                                                   | 6                                                                        | 3                                                                        | 4                                                                        | 13       |
| 6.                                                                       | Hollandia (NED)                                                          | 5                                                                        | 4                                                                        | 2                                                                        | 11       |
| 7.                                                                       | Japán (JPN)                                                              | 5                                                                        | 1                                                                        | 4                                                                        | 10       |
| 8.                                                                       | Ausztria (AUT)                                                           | 3                                                                        | 5                                                                        | 9                                                                        | 17       |
| 9.                                                                       | Dél-Korea (KOR)                                                          | 3                                                                        | 1                                                                        | 2                                                                        | 6        |
| 10.                                                                      | Olaszország (ITA)                                                        | 2                                                                        | 6                                                                        | 2                                                                        | 10       |